# Phragmaspidium manaosense
Phragmaspidium manaosense är en svampart som först beskrevs av Henn., och fick sitt nu gällande namn av Augusto Chaves Batista 1960. Phragmaspidium manaosense ingår i släktet Phragmaspidium och familjen Microthyriaceae.   Inga underarter finns listade i Catalogue of Life.